# Alex Lutz
Pour les articles homonymes, voir Lutz.
Alex Lutz, né le 25 août 1978 à Strasbourg (Bas-Rhin), est un acteur, humoriste, metteur en scène, auteur de théâtre, romancier et réalisateur français.
Après plusieurs seconds rôles au théâtre, il est révélé au cinéma grâce à son rôle secondaire du chef nazi Heinrich Von Zimmel, aux côtés de Jean Dujardin dans la comédie pastiche OSS 117 : Rio ne répond plus de Michel Hazanavicius suite du film précédent (2009). Cependant c'est véritablement son personnage de la secrétaire Catherine dans l'émission humoristique Catherine et Liliane qu'il joue aux côtés de son ami Bruno Sanches qui le propulse sur le devant de la scène et l'impose auprès du public. Pendant six ans, les deux compères enregistrent de fortes audiences avant de se séparer en 2019 d'un commun accord.
Il est lauréat de deux Molière de l'humour en 2016 et 2020. Au cinéma, la consécration arrive la même année lorsqu'il remporte le Lumière et le César du meilleur acteur pour son rôle dans Guy, faux documentaire musical qui signe son deuxième passage à la réalisation.

## Biographie

### Débuts au théâtre
Alexandre grandit à Limersheim, en Alsace, à une quinzaine de kilomètres au sud de Strasbourg. Sa mère, Francine Hummel, est professeur d’allemand et son père, Gérard Lutz (1951-2022), travaille dans les assurances. Enfant dyslexique, il n'arrive pas à lire. Il se cherche au cours de son cursus (école du Conseil des XV, Collège international Vauban, lycée Jean-Monnet et enfin lycée international des Pontonniers « pour être sûr d'avoir son bac puisque le taux de réussite affiché était de 99 % »). Il se destine aux arts plastiques, mais son passage sur les planches du théâtre Jeune Public dirigé par André Pomarat, lui sert de déclic.
Il est ainsi remarqué par Pascale Spengler qui l'engage en 1994 dans sa troupe dénommée « Les Foirades ». Acteur puis assistant metteur en scène dans cette compagnie jusqu'en 2000, Lutz et Spengler parcourent ensemble jusqu'en 2000 des auteurs comme Bertolt Brecht, Jean-Luc Lagarce, Aziz Chouaki, Heiner Müller, etc. Il crée en 1996 sa propre compagnie « Le Coût de la pomme », au sein de laquelle il monte et écrit plusieurs spectacles : À l'attention d'Adèle, Lou et Manfred, Votre partition, jeune homme, Par la fenêtre, Demain le déluge.

### Acteur et metteur en scène

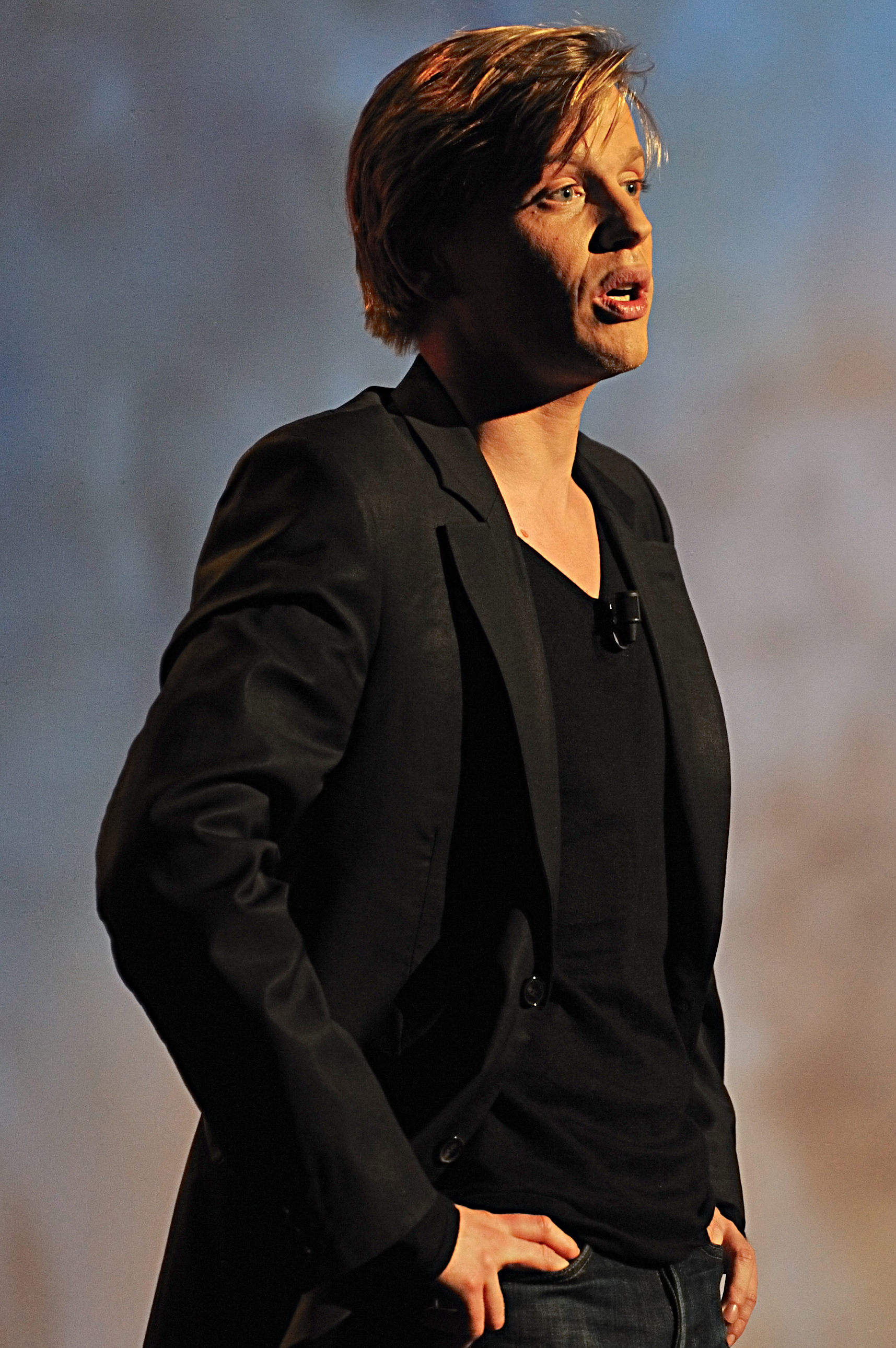
Alex Lutz au festival du rire de Montreux en 2010.

Après avoir mis en scène et joué dans de nombreux spectacles (Lou et Manfred, Par la fenêtre, Votre partition, Music Hall, Brecht dans la cuisine, À l'attention d'Adèle…), Alex Lutz se voit proposer par Bernard Verley d'intégrer la série télévisée Malone sur TF1 : il y rencontre Sylvie Joly, pour qui ensuite il co-écrit et met en scène le spectacle La cerise sur le gâteau au Théâtre des Mathurins. Au Théâtre Déjazet, il met en scène André le magnifique. Il joue également dans différents programmes TV et séries telles que Sécurité intérieure diffusée sur Canal+ et joue son one-man-show Triple lutz au Point-Virgule depuis janvier 2007.
De septembre à décembre 2007, il a fait partie, aux côtés notamment d'Anne-Elisabeth Blateau, Noémie de Lattre, Delphine Baril, Sébastien Castro et Arnaud Tsamere, de l'équipe de comédiens sélectionnée par Pierre Palmade pour son émission Made in Palmade, diffusée le dimanche soir sur France 3. En octobre 2008, il met en scène la même équipe pour la pièce de Pierre Palmade, Le Comique, nommée aux Molières 2009, et qui a fait l'objet d'une grande tournée en 2010.
En 2009, il joue le rôle d'un fils de nazi dans OSS 117 : Rio ne répond plus, second volet des aventures de l'agent secret OSS 117 (de Michel Hazanavicius) avec Jean Dujardin. Il déclare que ce film lui a valu une augmentation des propositions de scénarios. Il joue également dans L'évasion pour TF1, réalisé par Laurence Katrian, avec François Berléand et Sara Giraudeau. On le retrouve aussi dans Déformations professionnelles pour M6, téléfilm réalisé par Benjamin Guedj, avec Géraldine Nakache, Manu Payet, Virginie Hocq.
En octobre 2009, il met en scène et coécrit Dernières avant Vegas, avec Audrey Lamy au théâtre le Temple à Paris, à la comédie de Paris, au Palais des Glaces et à la Cigale.
Le succès critique de OSS lui permet de devenir un second rôle précieux de la comédie française : en 2010, il évolue dans le premier essai d'Anne Depétrini en tant que réalisatrice, avec la romance Il reste du jambon ? ; en 2011, il participe à l'attendu Hollywoo, connu pour mener le duo Florence Foresti et Jamel Debbouze ; en 2012, il fait aussi partie de la distribution du succès surprise Les Kaïra, première réalisation de Franck Gastambide.

### Révélation télévisuelle et reconnaissance

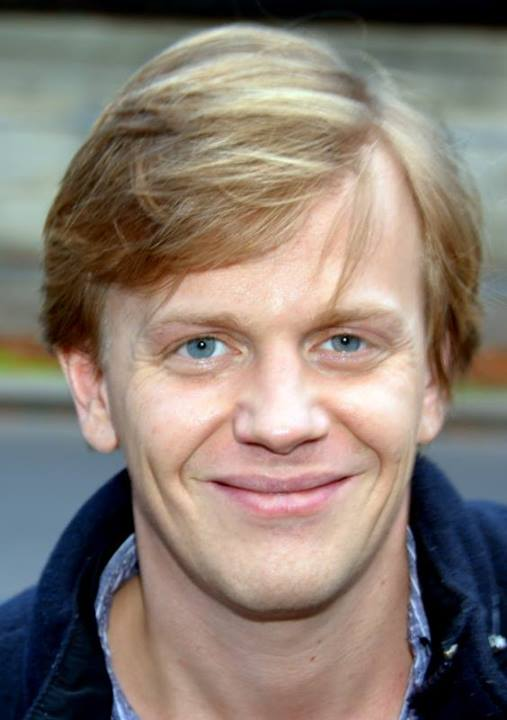
Le comédien en octobre 2013.

La télévision lui permet de confirmer auprès d'un large public : depuis 2012 et jusqu'en 2019 pendant 6 saisons, il joue Catherine dans La Revue de presse de Catherine et Liliane (ensuite renommé simplement Catherine et Liliane) sur Canal+, d'abord au sein de l'émission Le Petit Journal.
Il se produit au Splendid toute la saison 2011, puis il se produit aux Folies Bergère en février 2012. Il écrit également avec sa femme Mathilde Vial. En mars 2012, il met en scène Ils se re-aiment, Pierre Palmade et Michèle Laroque au théâtre Le Palace.
En 2013, il met en scène le one-woman-show de Caroline Loeb : George Sand et moi au Grand Point Virgule.
Au cinéma, il continue à être choisi pour des petits rôles : en 2013, la potacherie Turf, de Fabien Onteniente ; et la comédie Paris à tout prix, premier film de la comédienne Reem Kherici. Et en 2014, il fait partie du casting quatre étoiles réuni par une autre actrice passant derrière la caméra, Audrey Dana, Sous les jupes des filles.
L'année 2015 lui permet de devenir réalisateur de cinéma : il écrit et met en scène la comédie dramatique Le Talent de mes amis, où il interprète le premier rôle. La distribution est complétée par ses deux compères de Catherine et Liliane, à savoir son binôme Bruno Sanches et le metteur en scène, producteur et co-auteur Tom Dingler. Les rôles féminins sont confiés à Audrey Lamy, Anne Marivin, Sylvie Testud et Julia Piaton. Son one-man-show est capté en 2015 à Bobino, pour Canal+.
Le 23 mai 2016, il anime la soirée de remise des Molières 2016 sur France 2. Pendant la cérémonie, il obtient le prix de l'Humour créé cette année-là.
La même année, il se voit confier des rôles plus développés sur grand écran : d'abord en incarnant l'un des personnages principaux de Un petit boulot quatrième long-métrage de Pascal Chaumeil ; puis en prêtant ses traits à Robert de Montmirail dans Les Visiteurs : La Révolution, de Jean-Marie Poiré. Enfin, en tenant un rôle plus dramatique dans le film initiatique Jamais contente, d'Émilie Deleuze.
En 2018, il incarne Fantasio dans Les Aventures de Spirou et Fantasio, adaptation de la bande dessinée éponyme. Il sort ensuite son deuxième long métrage comme réalisateur et scénariste, Guy, dont il interprète à nouveau le rôle principal, et pour lequel il remporte le César du meilleur acteur lors de la 44e cérémonie des Césars. Le 19 décembre 2018, plus de 70 célébrités se mobilisent à l'appel de l'association Urgence Homophobie. Alex Lutz est l'une d'elles et apparaît dans le clip de la chanson De l'amour,,.
En 2020, il rejoint le casting de la série Baron noir dans le rôle d'un économiste chargé d'élaborer un partenariat franco-allemand sur l'écologie. Il publie la même année son premier roman, Le Radiateur d'appoint. Le Molière de l'humour lui est décerné pour la deuxième fois.
Le 16 juin 2021 sort 5ème set de Quentin Reynaud, où il incarne un tennisman aux côtés de Kristin Scott Thomas et Ana Girardot.
Le 9 novembre 2022 il est récompensé, avec Muriel Robin, par le Prix Raymond Devos.

### Vie privée
Il est en couple depuis 1998 avec Mathilde Vial, auteure et fleuriste. Ils ont un fils.

### Engagement
En juin 2024, il appelle sur les réseaux sociaux à faire barrage à l'extrême droite.[réf. nécessaire]

## Théâtre

### Comme comédien
- 2022 : Les combats d'Hélène de Hélène Braillard, mise en scène Tatiana Vialle, théâtre Antoine
- 2022 : Snow Therapy de Ruben Östlund, mise en scène Salomé Lelouch, théâtre du Rond-Point

### Comme auteur
- 2010 : mise en scène du Gala sur son 31, soirée inédite de sketches retransmis en direct pour France 4 sur la scène de Bobino avec entre autres François-Xavier Demaison, Élie Semoun, Pierre Palmade, Malik Bentalha, Audrey Lamy, Virginie Hocq...
- 2012 : Ils se re-aiment de et avec Pierre Palmade et Michèle Laroque, Le Palace, Casino de Paris, et en tournée
- 2013 : Le Débarquement, spectacle comique sur le modèle du Saturday Night Live américain, diffusé en direct sur Canal+ le 18 janvier 2013, avec entre autres Jean Dujardin, Guillaume Canet, Gilles Lellouche, Nicolas Bedos, Manu Payet...
- 2013 : George Sand et moi !, de et avec Caroline Loeb, coécrit avec Tom Dingler, créé au Festival d'Avignon
- 2018 : Alex Lutz : triomphe ! One man show coécrit avec le réalisateur Tom Dingler[27]

### Comme metteur en scène
- 2003 : Adélaïde ma grande, spectacle de chansons de Brigitte Renaud créé au Théâtre municipal de Ludre et en tournée.
- 2004 : André le maginifique, théâtre Déjazet
- 2004 : Fans, je vous aime ! de Pierre Palmade, Henri Mitton, Jean-Loup Dabadie, Sylvie Joly, mise en scène Bruno Agati, Alex Lutz, théâtre des Mathurins
- 2005 : La Cerise sur le gâteau spectacle de Sylvie Joly, mise en scène Alex Lutz, théâtre des Mathurins
- 2008 : Le Comique de et avec Pierre Palmade, théâtre Fontaine
- 2010 : J'ai jamais été aussi vieux de et avec Pierre Palmade, Le Palace, théâtre des Bouffes-Parisiens, et en tournée
- 2010 : mise en scène du Gala sur son 31, soirée inédite de sketches retransmis en direct pour France 4 sur la scène de Bobino avec entre autres François-Xavier Demaison, Élie Semoun, Pierre Palmade, Malik Bentalha, Audrey Lamy, Virginie Hocq...
- 2009 - 2014 : Dernières avant Vegas coécrit et avec Audrey Lamy, théâtre Le Temple, Comédie de Paris, Palais des glaces, La Cigale, et en tournée.
- 2012 : Ils se re-aiment de et avec Pierre Palmade et Michèle Laroque, Le Palace, Casino de Paris, et en tournée
- 2013 : Le Débarquement, spectacle comique sur le modèle du Saturday Night Live américain, diffusé en direct sur Canal+ le 18 janvier 2013, avec entre autres Jean Dujardin, Guillaume Canet, Gilles Lellouche, Nicolas Bedos, Manu Payet...
- 2013 : George Sand et moi !, de et avec Caroline Loeb, coécrit avec Tom Dingler, créé au Festival d'Avignon
- 2014 : George Sand, ma vie, son œuvre de et avec Caroline Loeb, au Petit Gymnase, au théâtre du Marais et en tournée, également Festival d'Avignon 2014 et 2015
- 2016 : Françoise par Sagan, d'après les interviews de Françoise Sagan avec Caroline Loeb, au théâtre du Marais, puis au Petit Montparnasse, également Festival d'Avignon 2016 et 2017

## Filmographie

### Comme acteur

#### Cinéma
- 2008 : Les Femmes de l'ombre de Jean-Paul Salomé : Soldat fourgon
- 2009 : OSS 117 : Rio ne répond plus de  Michel Hazanavicius : Heinrich Von Zimmel
- 2010 : Il reste du jambon ? d'Anne Depétrini : Benoît Dubreuil
- 2011 : La Croisière de Pascale Pouzadoux : Brian
- 2011 : Hollywoo de Frédéric Berthe : Jean-Philippe
- 2011 : Ma part du gâteau de Cédric Klapisch : Homme important 1
- 2012 : Les Kaïra de Franck Gastambide : l’Égyptien partouze haut de gamme
- 2012 : Bowling de Marie-Castille Mention-Schaar : l'examinateur
- 2013 : Turf de Fabien Onteniente : le baron de Sonneville
- 2013 : Paris à tout prix de Reem Kherici : Ben
- 2014 : Sous les jupes des filles d'Audrey Dana : Jacques, le mari d'Inès
- 2015 : Le Talent de mes amis d'Alex Lutz : Alexandre Ludon
- 2015 : Paris-Willouby de Quentin Reynaud, Arthur Delaire : Marc Lacourt
- 2016 : Les Visiteurs : La Révolution de Jean-Marie Poiré : Robert de Montmirail
- 2016 : Jamais contente d'Émilie Deleuze : Sébastien Couette
- 2016 : Un petit boulot de Pascal Chaumeil : Brecht
- 2017 : Knock de Lorraine Lévy : le curé Lupus
- 2018 : Les Aventures de Spirou et Fantasio  d'Alexandre Coffre : Fantasio
- 2018 : Guy d'Alex Lutz : Guy Jamet
- 2019 : Convoi exceptionnel de Bertrand Blier : Édouard
- 2020 : Cinquième Set de Quentin Reynaud : Thomas Edison
- 2021 : À l'ombre des filles d'Étienne Comar : Luc
- 2021 : Vortex de Gaspar Noé : Le fils
- 2022 : Une comédie romantique de Thibault Segouin : César
- 2022 : En plein feu de Quentin Reynaud : Simon
- 2023 : La Guerre des Lulus de Yann Samuell : M. Leutellier
- 2023 : Une nuit d'Alex Lutz : Aymeric
- 2023 : Un Stupéfiant Noël ! d'Arthur Sanigou : Dick Nicecocks
- 2024 : Le Tableau volé de Pascal Bonitzer : André
- 2024 : Paradis Paris de Marjane Satrapi : Xavier
- 2025 : Fils de de Carlos Abascal Peiró : Patrick Schuff

#### Doublage
- 2010 : Carlos : Johannes Weinrich (Alexander Scheer)
- 2015 : En route ! : Oh (version française)
- 2018 : Astérix : Le Secret de la potion magique : Teleferix
- 2019 : Klaus : Jesper (version française)
- 2020 : Petit Vampire : Le Gibbous
- 2024 : Moi, moche et méchant 4 : Maxime Le Mal

#### Télévision
- 2004 : L'Étrangleur de l'Est, téléfilm de Cédric Chambin
- 2008 : Les Fées cloches, série à sketchs : le Prince charmant
- 2009 : Déformations professionnelles, série télévisée
- 2010 : Caméra Café 2, épisode Le père Noël est une enflure : le défavorisé
- 2010 : Ni reprise, ni échangée, téléfilm de Josée Dayan
- 2010 : Le Grand Restaurant, divertissement de Gérard Pullicino
- 2011 : La Pire Semaine de ma vie, mini-série de Frédéric Auburtin
- 2011 : Le Grand Restaurant 2, divertissement de Gérard Pullicino
- 2011-2012 : Soda, série télévisée : Thierry, le pion
- 2012-2019 : Catherine et Liliane, sketchs : Catherine Jablasy
- 2012 : Scènes de ménages : Ce soir, ils reçoivent : le voisin bègue de Marion et Cédric
- 2013 : Une femme dans la Révolution, téléfilm de Jean-Daniel Verhaeghe : Maximilien de Robespierre
- 2013 : Le Débarquement, émission à sketchs
- 2016 : La Nuit des Molières : présentateur de la cérémonie
- 2020 : Baron noir (saison 3) : Olivier Markarian
- 2020 : Dérapages, série télévisée de Ziad Doueiri : Alexandre Dorfmann
- 2021 : Le Grand Restaurant : Réouverture après travaux de Romuald Boulanger
- 2021 : La Vengeance au Triple Galop, téléfilm d'Alex Lutz : Craig Danners
- 2023 : Killer Coaster de Nikola Lange : Kowalski (série Prime Vidéo)
- 2024  : Ça, c'est Paris ! de Marc Fitoussi : Gaspard Berthille
- 2024 : Becoming Karl Lagerfeld : Pierre Bergé (mini-série télévisée Disney +)

### Comme réalisateur
- 2015 : Le Talent de mes amis
- 2018 : Guy
- 2021 : La Vengeance au Triple Galop (téléfilm Canal+)
- 2023 : Une nuit
- 2025 : Connemara

### Comme scénariste ou auteur
- 2012-2019 : Catherine et Liliane, d'abord intitulé La Revue de presse de Catherine et Liliane : programme court humoristique - créateur et auteur
- 2015 : Le Talent de mes amis
- 2016 : La Nuit des Molières - écriture des sketchs
- 2018 : Guy
- 2025 : Connemara (co-écrit avec Hadrien Bichet)

## Publication
- 2020 : Le Radiateur d'appoint, roman, édition Flammarion  (ISBN 9782081421622)

## Distinctions

### Récompenses
- Molières 2016 : Molière de l'humour pour le seul en scène Alex Lutz
- Festival international du film de comédie de Liège 2018 : « Coup de cœur »[28], remis des mains de Daniel Prévost
- Lumières 2019 : Meilleur acteur pour Guy
- César 2019 : César du meilleur acteur pour Guy[29]
- Molières 2020 : Molière de l'humour pour Alex Lutz
- Prix Raymond-Devos 2022 : Grand prix Raymond Devos de la langue française[30]

### Nominations
- Molières 2009 : Molière de la pièce comique en tant que metteur en scène de la pièce Le Comique
- Globe de cristal 2019 : Globe de cristal du meilleur film de comédie et Globe de cristal du meilleur acteur dans une comédie pour Guy
- Lumières 2019 : Meilleur film pour Guy
- César 2019 :
  - Meilleure réalisation pour Guy
  - Meilleur scénario original avec Anaïs Deban et Thibault Segouin, pour Guy

### Décorations
- Chevalier de l'ordre des Arts et des Lettres (2019)[31]